# Javier Orozco
Javier Antonio Orozco Peñuelas (Los Mochis, 16 novembre 1987) è un ex calciatore messicano, di ruolo attaccante.

## Palmarès

### Club

#### Competizioni nazionali
- Coppa del Messico: 2

Cruz Azul: Clausura 2013
Santos Laguna: Apertura 2014
- Campionato messicano: 1

Santos Laguna: Clausura 2015

### Nazionale
- Gold Cup: 1

2015